# Dane (Samobor)
Dane is een plaats in de gemeente Samobor in de Kroatische provincie Zagreb. De plaats telt 22 inwoners (2001).